# HJK Helsinky (lední hokej)
HJK Helsinky celým jménem Helsingin Jalkapalloklubi je finský oddíl ledního hokeje sídlící v Helsinkách, který se účastnil bojů o finský hokejový titul mužů Liiga už od první sezóny 1927/1928. V letech 1929, 1932 a 1935 získal tým 3x titul mistra finské hokejové ligy, a umisťoval se na předních místech v raných letech finské ligy. V současnosti má tým HJK Helsinky pouze juniorské týmy.
Ženský hokejový tým HJK Helsinky se účastnil v letech 1982 - 1986 velmi úspěšně prvních čtyř ročníků Finské ligy žen v ledním hokeji Naisten Liiga. První ročník 1982/1983 vyhrál finský titul, druhý ročník titul obhájil, ve třetím ročníku skončil bronzový a ve čtvrtém stříbrný. Takže získal vždy nějakou medaili, ale od roku 1986 nehraje finské soutěže ani ženský hokejový tým HJK Helsinky.